# Danilo Luiz da Silva
Danilo Luiz da Silva, mais conhecido por apenas Danilo (Bicas, 15 de julho de 1991), é um futebolista brasileiro que atua como zagueiro e lateral-direito. Atualmente, joga pelo Flamengo.
Começou sua carreira profissional no América Mineiro antes de ser transferido para o Santos, onde fez o gol que deu ao clube o título da Copa Libertadores da América de 2011. Em janeiro de 2012, foi para o Porto, onde conquistou títulos consecutivos da Primeira Liga. Em 2015, ele se juntou ao Real Madrid após uma transferência de € 31,5 milhões. Em 2017, foi para o Manchester City. Em 2019, tendo vencido dois títulos da Premier League, uma Copa da Inglaterra e duas EFL Cups com o City, foi para a Juventus, conquistando o título da Série A em sua primeira temporada no clube.
Sua estreia na Seleção Brasileira ocorreu em 2011, também vencendo neste ano a Copa do Mundo Sub-20. No ano seguinte, conseguiu a medalha de prata nos Jogos Olímpicos de Verão de 2012, em Londres. Representou o Brasil nas Copas do Mundo FIFA de 2018 e 2022.

## Carreira

### Início
Iniciou sua formação no futebol nas categorias mirim e infantil, do Tupynambás de Juiz de Fora, em Minas Gerais. Com o destaque que conseguiu na equipe de Juiz de Fora, atraiu atenção de outros clubes, e acabou acertando sua ida para o América Mineiro, onde finalizou sua formação de base, e acabou se profissionalizando aos 17 anos.
Logo que chegou no sub-15 do América em 2007, o atleta encontrou dificuldades de firmar na equipe e a situação geral do Coelho era ruim, com a equipe estando na Segunda Divisão Estadual e fora da Terceira Divisão nacional. Posteriormente, o defensor dissera que havia cogitado largar o futebol:
| “                                              | Era um momento de muita dificuldade, o América não estava nem na Série C do Campeonato Brasileiro, estava na Segunda Divisão do Campeonato Mineiro. Era muito difícil estar ali, muitas vezes não tinha comida nem condições boas para se treinar. Eu era do Sub-15 e era reserva. E, em certo momento, achei que não queria estar mais ali, porque eu queria ser titular. Fui embora achando que outros lugares seriam melhores para mim. | ” |
| — Danilo sobre sua chegada ao América em 2007. | |   |

Depois de abrir mão por seis meses da equipe mineira, o jogador repensou a atitude e acreditou que o América era a melhor equipe para ele desenvolver-se como jogador e pessoa. Ele voltou e passou o restante de sua vida nas Categorias de Base até completar 17 anos – onde foi promovido ao time principal e obteve seu debut.

### América Mineiro
Revelado nas categorias de base do América-MG, estreou no time profissional em 2009 no hexagonal final do Campeonato Mineiro. Disputou nove partidas no Campeonato Brasileiro de 2009 - Série C, as quais colaborou como titular para o acesso do time para a Série B do Brasileiro 2010.
No ano de 2010 no Campeonato Mineiro, Danilo disputou quatorze jogos e marcou dois gols no clássico contra o Atlético Mineiro pelas quartas de final da segunda fase. Na final do campeonato Danilo foi considerado a maior revelação do certame de 2010. O prêmio individual trouxe também as sondagens de diversas equipes, com o Presidente afirmando que Danilo não deixaria o clube.
Mesmo com a afirmação do Presidente, Danilo foi negociado em maio do mesmo ano. Mesmo anos depois de sua saída, Danilo afirmou que nunca fecharia a porta para o América e deixou em aberto a possibilidade de se aposentar na equipe que o revelou.

### Santos

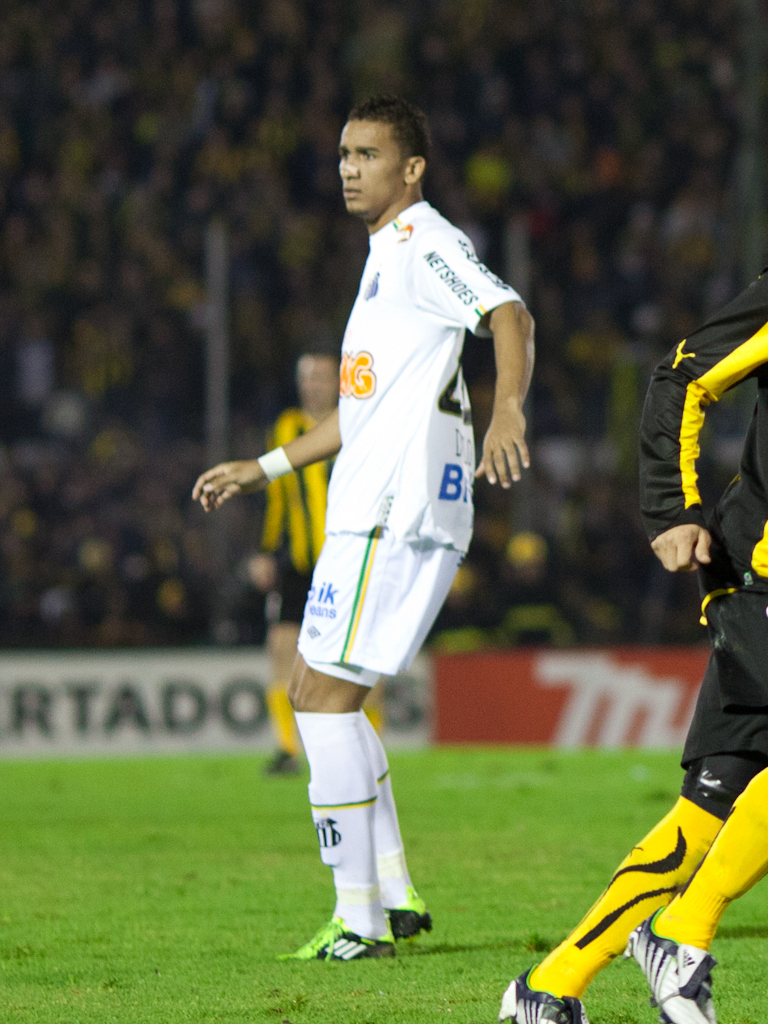
Danilo, pelo Santos, em 2011.

Foi contratado pelo Santos em 28 de maio de 2010. Já em sua primeira temporada, foi muito utilizado pelo treinador Dorival Júnior. Futuramente, ambos se reencontrariam na Seleção Brasileira. Posteriormente, quando o Santos contratou Muricy Ramalho para assumir o comando do Peixe, o jogador continuou sendo uma das peças mais utilizadas na lateral da equipe paulista.
Em 2010, Danilo não foi inscrito para os jogos da Copa do Brasil de 2010, desta forma, ficou de fora da conquista do clube ao vencer o Vitória pelo placar agregado de 3 a 1.
Naquele ano, o jogador uniu-se a Elano, Robinho, Ganso e Neymar e tornou-se uma das grandes figuras que viriam ser chamados de Meninos da Vila, consolidando-se ainda mais no ano seguinte quando conquistara títulos mais importantes. Ainda no clube, o jogador tivera seu contato inicial com Alex Sandro – outro jovem jogador que tornar-se-ia seu amigo e dividiria vestiário com ele em outros dois clubes.
Em 2011, foi campeão do Campeonato Paulista. No mesmo ano, foi campeão da Copa Libertadores da América de 2011, sendo fundamental por ter marcado o segundo gol da vitória por 2 a 1 do Santos contra o Peñarol na partida de volta da final, no Pacaembu. Também esteve presente na Copa do Mundo de Clubes da FIFA de 2011, onde marcou o terceiro gol na vitória do Santos por 3 a 1 contra o Kashiwa Reysol na semifinal. O clube, contudo, perdeu a final para o Barcelona de Lionel Messi.
Pouco depois de terminar o Mundial com o Santos, o jogador rumou a Portugal para iniciar sua carreira na Europa. Em abril de 2012, quatro meses após a estreia de Danilo no seu novo clube, Muricy lamentou a saída do atleta e afirmou que seria "complicado encontrar outro jogador como ele", já que ele era "um jogador muito participativo".

### Porto
Após quase acertar com o Benfica, em 19 de julho de 2011 foi oficializado a sua venda ao Porto por € 13 milhões, mas só chegaria ao clube no início de 2012. Estreou no dia 22 de janeiro de 2012 na partida contra o Vitória de Guimarães pelo Campeonato Português. Quando chegou no clube, Danilo reencontrou-se com Alex Sandro, este que outrora foi seu colega no Santos.
Seu começo na equipe foi difícil, o jogador conseguia seu espaço ganhando uma minutagem pequena até finalmente fazer 90 minutos no Campeonato Português de 2011–12 em sua terceira partida. Todavia, enquanto fazia sua estreia na Liga Europa contra o Manchester City, o jogador sofreu uma lesão no ligamento lateral interno do joelho esquerdo e tivera de deixar os gramados por muitos meses, voltando somente para fazer três partidas nas últimas quatro rodadas da Liga. Lá, vencera o título do Campeonato mesmo que tenha feito apenas seis jogos nele.
Na próxima época, o jogador passou a performar mais vezes nos gramados do Estádio do Dragão. Quando disputou a Primeira Liga de 2012–13, ele chegou a marca de 22 partidas e marcou gols diante o Gil Vicente e o Académica de Coimbra. Na campanha, a equipe ficou na segunda colocação durante a reta final do Campeonato, mas foi justamente ao vencerem o Benfica na penúltima rodada, com um lendário gol de seu compatriota Kelvin, que o time conseguiu superar os Encarnados na tabela e conseguiram concluir a edição com o troféu depois do jogo seguinte.
Nessa partida, Danilo não pôde desempenhar os 90 minutos por conta de um desconforto em sua coxa, todavia, o gol do brasileiro fizera ele e seu compatriota Fernando se direcionarem até Kelvin para comemorar o importante tento:
| “                               | Golo do Kelvin? Quando a bola entrou na baliza, eu estava sentado no banco e não o conseguia ver. Estava com muitas dores na coxa, mas consegui fazer um sprint até ao outro lado do campo para abraçar o Kelvin. Numa hora como essa não há dores, não há nada. O próprio Fernando estava lesionado num tornozelo e conseguiu atravessar o campo para poder abraçar o Kelvin. Foi uma energia que até curou lesões. | ” |
| — Danilo sobre o gol de Kelvin. | |   |

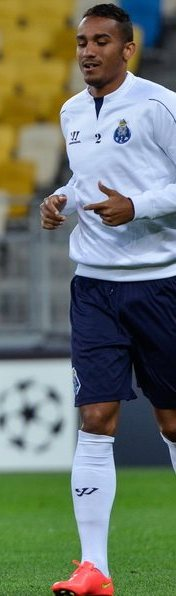
Danilo, pelo Porto, em 2014.

Apesar de já ter conseguido dois títulos nas duas temporadas, Danilo não conseguiu tornar a Primeira Liga de 2013–14 uma conquista do Porto. A equipe começou bem, incluindo ao abrir vantagem diante o segundo colocado Sporting em uma vitória por 3 a 1, onde Danilo foi responsável por um dos tentos, a equipe passou a não conseguir mais resultados positivos e não venceu nenhum dos próximos três jogos. O jogador até conseguiu marcar mais duas vezes no Campeonato, mas o time de Porto conseguiu apenas a terceira colocação.
Mesmo sem títulos, o jogador foi o principal destaque da equipe portuguesa e venceu o prêmio Dragão de Ouro de futebolista do ano do clube no ano de 2014.
Pela Primeira Liga de 2014–15, o jogador tivera grandes momentos. Ele marcou seis gols na Liga, seu recorde, e chegou a ocupar temporariamente, pela primeira vez, o posto de capitão em três partidas – onde marcou dois gols consecutivamente. Fez seu último jogo em 22 de maio de 2015 contra o Penafiel pela Liga Portuguesa, marcando um dos gols da vitória da equipe.
Danilo não conseguiu vencer nenhum troféu além das conquistas da Liga em suas duas primeiras épocas. O mais próximo que conseguiu de levantar algum troféu foi quando esteve na final da Taça da Liga de 2012–13, mas seu time perdeu para o Braga por 1 a 0.
O jogador pôde também desfrutar de jogos das duas principais competições europeias pelo Porto, mas sua melhor campanha foi quando o time chegou às quartas de final da Liga dos Campeões da UEFA de 2014–15. Na campanha, o jogador chegou a fazer um gol diante o FC Basel na partida de ida das oitavas – e foi capitão da equipe no jogo seguinte – mas, mesmo depois de terem vencido o FC Bayern München por 3 a 1 no jogo de ida, onde Danilo levou o terceiro amarelo e teve de cumprir suspensão na partida de volta, os alemães golearam os portugueses por 6 a 1 e passaram de fase.
Depois de 141 jogos, onde fizera 13 gols, o jogador despediu-se do Porto em março de 2015.

### Real Madrid
Sendo sondado pelo Barcelona para ser um substituto de Daniel Alves, Danilo acertou com seu maior rival, Real Madrid, em 31 de março de 2015, com vínculo até 30 de junho de 2021, pelo valor de € 31,5 milhões. A estreia oficial de Danilo aconteceu no jogo da primeira jornada da La Liga 2015-16 frente ao Sporting de Gijón. Ele marcou seu primeiro gol pelo Real Madrid em 24 de outubro de 2015, em uma partida contra o Celta de Vigo – um jogo após voltar de um problema pulmonar.
Em seu início no Real Madrid, Danilo esteve ativamente na equipe titular de Rafael Benítez. Contudo, o desempenho dos Merengues não estava satisfazendo a torcida e o treinador foi demitido e substituído por Zinédine Zidane. O ex-jogador, por sua vez, decidiu que a posição de lateral direito seria ocupada por Dani Carvajal e assim ficou ao longo da época; de ta forma, o brasileiro perdeu o espaço gradualmente.
Apesar de não ter mais o espaço de outrora, o jogador foi utilizado pelo francês assim que Carvajal deixou a Final da Liga dos Campeões da UEFA de 2015–16. O brasileiro entrou no segundo tempo e esteve em campo na vitória da sua equipe diante o Real Madrid em uma disputa por pênaltis.
A temporada 2016-17 foi a mais vitoriosa da carreira de Danilo que fez 15 jogos em todas as competições durante a temporada. Danilo nunca conseguiu se firmar entre os titulares e deixou o Real com 56 jogos e três gols nos. Ele ganhou duas edições da Liga dos Campeões, um Campeonato Espanhol, uma Supercopa da Europa e um Mundial de Clubes.

### Manchester City

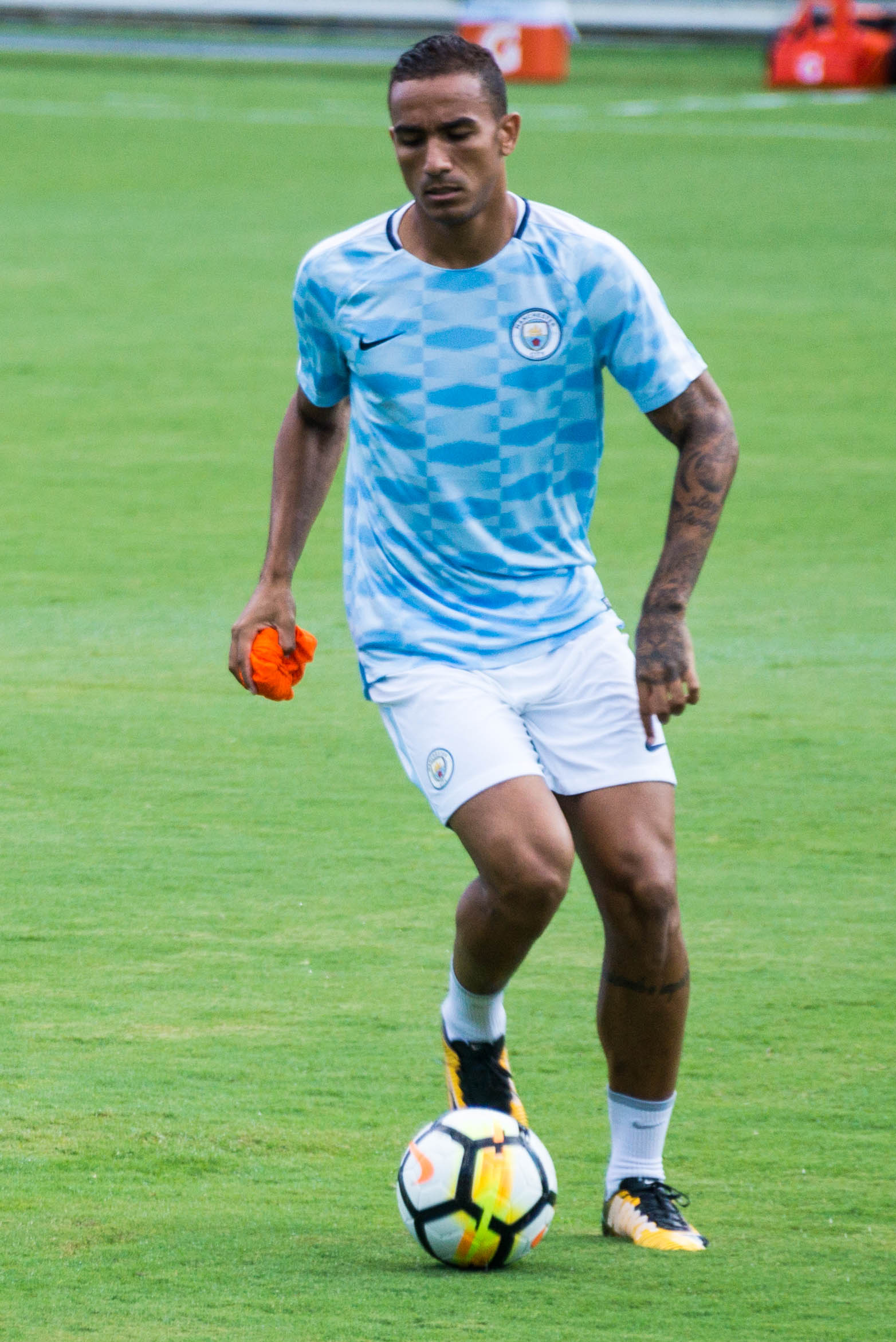
Danilo, pelo Manchester City, em 2017.

Em 23 de julho de 2017, foi anunciado que Danilo havia assinado para o clube inglês Manchester City em um contrato de cinco anos, por uma taxa de £ 26,5 milhões paga ao Real Madrid.
| “                                                            | Estou muito feliz em me juntar ao Manchester City. Houve interesse grande de outros clubes, mas sempre foi uma ambição minha jogar com Pep Guardiola. Assim que soube do interesse, sabia imediatamente que queria ser um jogador do City. É um treinador que tem um estilo de jogo que me encanta, ele foi muito convincente nas conversas comigo. Estou muito motivado para começar a trabalhar logo com ele. Eu não posso esperar para começar e estou olhando para frente para conhecer meus companheiros nas próximas semanas | ” |
| — Danilo, em entrevista ao sítio oficial do Manchester City. | |   |

Em 27 de julho de 2017, Danilo estreou-se pelo Manchester City que venceu o Real Madrid por 4 a 1, em amistoso de pré-temporada disputado em Los Angeles (EUA). Ele marcou seu primeiro gol para sua nova equipe em 23 de dezembro, substituindo Fabian Delph no final do jogo em casa contra o Bournemouth e marcando o gol final de uma vitória em casa por 4-0.
Quando chegou na equipe inglesa, conseguiu viver bons momentos nas competições nacionais, mas enfrentava uma disputa muito forte com Kyle Walker pela posição de lateral direito. Guardiola não conseguiu encaixar o brasileiro em muitos jogos nessa posição e passou a utilizá-lo como zagueiro e lateral esquerdo em diversas oportunidades. Todavia, o jogador passou a ser um reserva frequente da equipe inglesa e decidiu deixar Manchester após apenas duas temporadas.
Danilo deixou  o Manchester City com cinco títulos conquistados: bicampeão inglês (2017–18 e 2018–19), duas Copas da Liga Inglesa (nas mesmas temporadas) e uma Copa da Inglaterra (2018–19).

### Juventus
Em 7 de agosto de 2019, assinou com a Juventus até junho de 2024, em negociação que levou João Cancelo ao Manchester City. Danilo estreou na Juventus em 31 de agosto em partida pelo Campeonato Italiano contra o Napoli, no qual marcou o gol de abertura na vitória no Juventus Stadium por 4 a 3, 29 segundos após ter entrado em campo. Na equipe, o jogador viria a ter um novo encontro com o compatriota Alex Sandro e Cristiano Ronaldo, antigo parceiro dele no Real Madrid.
Sua passagem pela Juventus começou de forma similar a de quando chegou em Manchester. O atleta tinha uma disputa de posição com Juan Cuadrado e tinha de desempenhar alguns jogos na lateral esquerda – algo que viria a ser relativamente comum nos próximos anos –, substituindo o amigo Alex Sandro em tais oportunidades.
Além de marcar contra o Napoli, Danilo também fizera um gol contra o Sassuolo na 33ª rodada, o tento ocorreu nos primeiros cinco minutos de jogos, após um passe de Miralem Pjanić. Domenico Berardi viria a participar de dois, dos três, gols da equipe adversária no jogo, mas Alex Sandro, após Gonzalo Higuaín ampliar o placar para 2 a 0 ainda no primeiro tempo, impediu a derrota da equipe de Turim empatando a partida aos 64 minutos.
Nessa época, o brasileiro conseguiu contemplar o título da Série A de sua equipe e comemorou o título, sendo esse o terceiro troféu de Campeonato Nacional em sequência. Esse também era o 21º em sua carreira.
Quando disputou a Série A de 2020–21, Danilo viu o treinador Massimiliano Allegri colocar Cuadrado em uma posição mais avançada em campo, participando de muitas partidas como ponta direita.  Assim, o brasileiro viu um espaço a ser ocupado por ele, ainda que Allegri, por vezes, também optasse por deixá-lo em um trio de zaga com Daniele Rugani (na ausência de Giorgio Chiellini) e Matthijs de Ligt.
A disposição do brasileiro no esquema tático de Massimiliano fez com que o italiano utilizasse-o bastante em diversas posições defensivas no campo. O treinado aproveitava bem o seu desempenho nas laterais, mas tinha certeza de que ele conseguia ser um bom zagueiro no futuro. No ano de 2022, após não conseguirem ter vencido o Campeonato Italiano da época 2020–21 e 2021–22 o treinador falou sobre o atleta em específico:
| “                       | Estou satisfeito com o seu desempenho, bem como com todos os defensores que tenho à minha disposição. Ele pode jogar à direita, à esquerda e no meio: ter jogadores assim é importante. Danilo jogou muito bem como zagueiro. Tenho a certeza que ele será um zagueiro no futuro, porque tem técnica, força, coragem. É inteligente. Tem tudo. | ” |
| — Allegri sobre Danilo. | |   |

O comentário veio após Danilo ter sofrido com algumas lesões na época passada. Desse modo, o treinador passou a usar variações em seu esquema tático e passou a concentrar-se em uma formação de três defensores brasileiros: Danilo, Alex Sandro e Bremer.
Na temporada 2022–23, dadas as despedidas de Giorgio Chiellini e Paulo Dybala, bem como os problemas físicos de Leonardo Bonucci, Danilo foi reconhecido como um líder carismático pelo vestiário da Juventus, e passou a entrar em campo com a braçadeira de capitão. Apesar de exercer tal liderança, a equipe não conseguia mais manter a mesma hegemonia de outrora e perderam a Série A novamente.
A partir da temporada 2023–24 ele foi definitivamente promovido a capitão principal e assim se tornou, com exceção dos nativos Monti e Sívori, o primeiro capitão estrangeiro na história do clube della Vecchia Sgnora. O brasileiro continuou sua estadia como zagueiro e liderou a equipe nas partidas em que foi titular. Em março de 2023, o jogador renovou o seu contrato com os italianos até o fim da época posterior.
Na Série A de 2023–24, o jogador viu seu colega Alex Sandro fazer sua última época no clube. Diferentemente dele e de Bremer, o antigo lateral esquerdo já não possuía as mesmas oportunidades e o brasileiro, que viria a se tornar o jogador estrangeiro que mais vezes defendeu as cores da Velha Senhora, não renovou o seu contrato e deixou o clube sendo o capitão do clube na sua última partida – mesmo com Danilo em campo.
Enquanto esteve em suas cinco primeiras temporadas, o jogador pudera também comemorar o troféu da Coppa Italia duas vezes, chegando em quatro finais. Na primeira temporada, perdeu a decisão para Napoli – onde errou uma das cobranças de pênaltis. Em 2021, jogou a final como lateral esquerdo e comemorou o título diante a Atalanta.
No ano seguinte, após fazer um gol na Fiorentina na semifinal, perdeu para Inter de Milão na final; mesma equipe que os eliminaria na edição posterior. Mas na Copa da Itália de Futebol de 2023–24, o clube novamente fizera uma boa campanha e Danilo deu duas assistências na primeira partida do clube diante a Salernitana. Essa foi a única participação em gols do brasileiro que pudera levantar o troféu tradicional pela primeira vez como capitão ao vencerem a Atalanta por 1 a 0.
Tais vitórias levaram o jogador a disputar três vezes a Supercopa da Itália nas cinco primeiras épocas. Em tais jogos, só venceu a única vez que entrou em campo: contra a Napoli em 2021.
Danilo pudera disputar a Liga dos Campeões da UEFA em quase todos os anos no mesmo período, ficando ausente somente da edição de 2023–24. Contudo, a equipe italiana nunca conseguia fazer uma temporada que superasse as oitavas de final. Tendo perdido, respectivamente para Lyon, Porto e Villarreal. Quando disputou a Liga dos Campeões da UEFA de 2022–23, o clube conquistou apenas uma vitória em seis partidas e teve de se direcionar à Liga Europa.
Na competição, eles estrearam nos 16 avos empatando com o Nantes em 1 a 1. Apesar da ausência da vitória, o clube, liderado pelo próprio jogador, conseguiu reverter a situação e rumou até às semifinais, onde foram eliminados pelo Sevilla.

#### 2024–25
Danilo tinha seu último ano de contrato em tal temporada, e, antes de decidir se a faria até o final, conversou com o novo técnico da Juventus para saber qual seria o crivo do comandante. Thiago Motta então comunicou o jogador que tinha interesse em utilizá-lo ao longo da temporada e Danilo permaneceu na equipe. No dia 27 de janeiro de 2025, foi anunciada a sua rescisão em comum acordo. 
Em 6 anos no clube, foram 213 jogos 9 gols e 14 assistências.

### Flamengo
Em 29 de janeiro de 2025, o Flamengo anunciou a chegada de Danilo. O atleta de 33 anos, assinou contrato até o fim de 2026 e é o segundo reforço rubro-negro para a temporada de 2025. Ele vestirá a camisa de número 13.
Fez sua estreia oficial em 2 de fevereiro de 2025, na final da Supercopa do Brasil contra o Botafogo, entrando nos acréscimos do segundo tempo e conquistando assim seu primeiro título pelo rubro-negro.
Na goleada de 4 a 2 sobre o Botafogo-PB, pela Copa do Brasil, abriu o placar.

## Seleção Brasileira
Em 30 de novembro de 2010 foi convocado pelo técnico Ney Franco para defender a Seleção Brasileira de Futebol Sub-20 na disputa do Campeonato Sul-Americano de 2011. A equipe sagrou-se campeã do campeonato com Danilo marcando seu gol na final. Foi convocado também para a disputa da Copa do Mundo FIFA Sub-20 de 2011, na qual, novamente sagrou-se campeão.
No mesmo ano, Danilo estreou pela Seleção Brasileira principal, em 14 de setembro de 2011 ante a Argentina no primeiro jogo do Superclássico das Américas de 2011.
Em 5 de julho de 2012, foi convocado para a disputa dos Jogos Olímpicos de Londres.
Vivendo grande fase no FC Porto, Danilo foi convocado para a Copa América de 2015, porém, no dia 11 de junho de 2015, foi cortado por conta de uma lesão, sendo substituído por Daniel Alves.
Após um período longe da Seleção Brasileira, devido o pouco tempo de atuação no Real Madrid e no Manchester City, Danilo voltou a ser convocado dessa vez por Tite, em 15 de setembro de 2017.

### Copa do Mundo de 2018

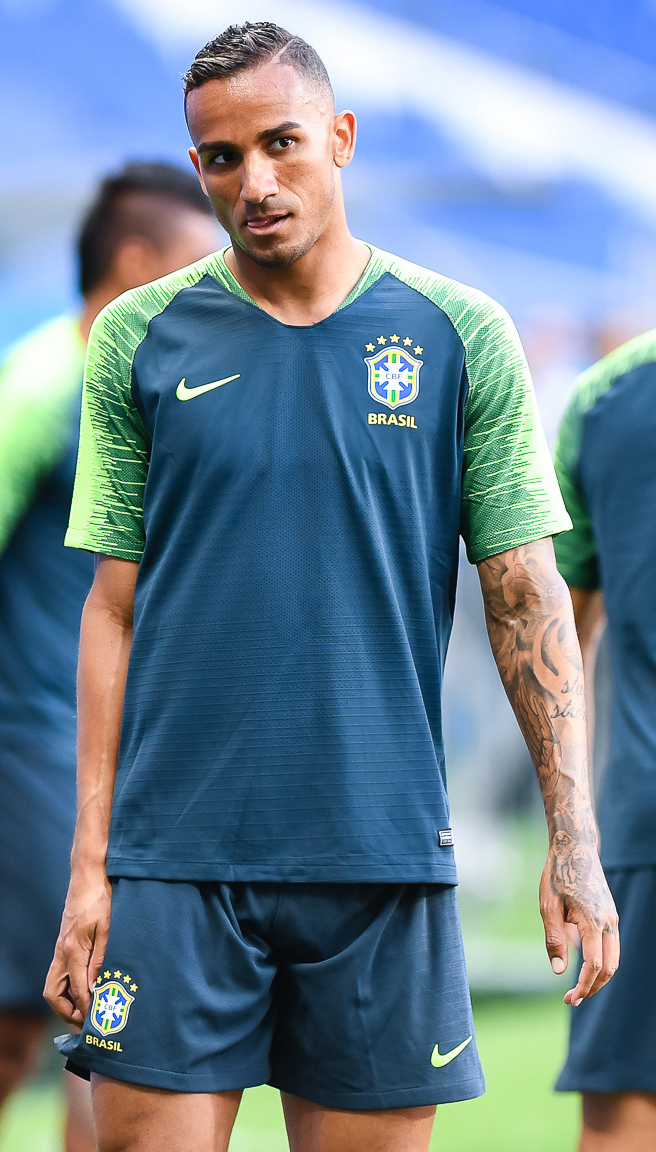
Danilo, pela Seleção Brasileira, na Copa do Mundo FIFA de 2018.

No dia 14 de maio de 2018, foi convocado para a Copa do Mundo FIFA de 2018, na Rússia, e ganhou a condição de titular do time no primeiro jogo da Seleção Brasileira – contra a Suíça – após corte de Daniel Alves, até então titular absoluto da Seleção, por lesão. Porém, após o primeiro jogo, Danilo sentiu dores no quadril, o que deixou-o de fora dos próximos jogos do Brasil na competição. Às vésperas do jogo das quartas de final – contra a Bélgica – Danilo teve nova lesão (desta vez no tornozelo esquerdo) durante treinos, a qual acabou com as chances do jogador de jogar outra partida na Copa do Mundo FIFA de 2018.
Marcou seu primeiro gol pela Seleção Brasileira no dia 19 de novembro de 2019 na partida amistosa contra a Coréia do Sul na qual o Brasil venceu por 3 a 0.

#### Copa do Mundo de 2022
Em 7 de novembro de 2022, Tite anunciou a convocação da Seleção para Copa do Mundo 2022. Entre muitos nomes certos no Catar o de Danilo foi chamado para disputar o torneio.
Danilo desfalcou o Brasil contra Suíça e Camarões em decorrência de uma lesão no tornozelo sofrida na estreia da seleção brasileira na Copa do Mundo do Catar. Ele retornou diante da Coreia do Sul e jogou no lugar do lesionado Alex Sandro na lateral esquerda

#### Copa América 2024
Em 27 de maio, a Seleção Brasileira anunciou os 26 nomes que disputaram a Copa América, que foi  disputada entre junho e julho nos Estados Unidos e dentre estes Danilo.

#### Jogos pela Seleção Principal
Expanda a caixa de informações para conferir todos os jogos deste jogador, pela sua seleção nacional.
|     | Data                   | Local                                                  | Resultado | Adversário     | Gols | Competição                         |
| --- | ---------------------- | ------------------------------------------------------ | --------- | -------------- | ---- | ---------------------------------- |
| 1.  | 14 de setembro de 2011 | Estádio Mario Alberto Kempes, Córdoba, Argentina       | 0–0       | Argentina      | 0    | Superclássico das Américas de 2011 |
| 2.  | 28 de setembro de 2011 | Mangueirão, Pará, Brasil                               | 2–0       | Argentina      | 0    | Superclássico das Américas de 2011 |
| 3.  | 26 de maio de 2012     | Imtech Arena, Hamburgo, Alemanha                       | 3–1       | Dinamarca      | 0    | Amistoso                           |
| 4.  | 30 de maio de 2012     | FedEx Field, Washington, Estados Unidos                | 4–1       | Estados Unidos | 0    | Amistoso                           |
| 5.  | 3 de junho de 2012     | Cowboys Stadium, Dallas, Estados Unidos                | 0–2       | México         | 0    | Amistoso                           |
| 6.  | 9 de junho de 2012     | MetLife Stadium, Nova Jersey, Estados Unidos           | 3–4       | Argentina      | 0    | Amistoso                           |
| 7.  | 9 de setembro de 2014  | MetLife Stadium, Nova Jersey, Estados Unidos           | 1–0       | Equador        | 0    | Amistoso                           |
| 8.  | 11 de outubro de 2014  | Ninho de Pássaro, Pequim, China                        | 2–0       | Argentina      | 0    | Superclássico das Américas de 2014 |
| 9.  | 14 de outubro de 2014  | National Stadium, Singapura, Singapura                 | 4–0       | Japão          | 0    | Amistoso                           |
| 10. | 12 de novembro de 2014 | Estádio Şükrü Saraçoğlu, Istambul, Turquia             | 4–0       | Turquia        | 0    | Amistoso                           |
| 11. | 18 de novembro de 2014 | Ernst-Happel-Stadion, Viena, Áustria                   | 2–1       | Áustria        | 0    | Amistoso                           |
| 12. | 26 de março de 2015    | Stade de France, Paris, França                         | 3–1       | França         | 0    | Amistoso                           |
| 13. | 29 de março de 2015    | Emirates Stadium, Londres, Inglaterra                  | 1–0       | Chile          | 0    | Amistoso                           |
| 14. | 7 de junho de 2015     | Allianz Parque, São Paulo, Brasil                      | 2–0       | México         | 0    | Amistoso                           |
| 15. | 5 de setembro de 2015  | Red Bull Arena, Nova Jersey, Estados Unidos            | 1–0       | Costa Rica     | 0    | Amistoso                           |
| 16. | 10 de novembro de 2017 | Villeneuve-d'Ascq, Stade Pierre-Mauroy, França         | 3–1       | Japão          | 0    | Amistoso                           |
| 17. | 3 de junho de 2018     | Anfield, Liverpool, Inglaterra                         | 2–0       | Croácia        | 0    | Amistoso                           |
| 18. | 10 de junho de 2018    | Ernst-Happel-Stadion, Viena, Áustria                   | 3–0       | Áustria        | 0    | Amistoso                           |
| 19. | 17 de junho de 2018    | Arena Rostov, Rostov do Don, Rússia                    | 1–1       | Suíça          | 0    | Copa do Mundo                      |
| 20. | 16 de outubro de 2018  | Cidade dos Esportes Rei Abdullah, Jidá, Arábia Saudita | 1–0       | Argentina      | 0    | Amistoso                           |
| 21. | 16 de novembro de 2018 | Emirates Stadium, Londres, Inglaterra                  | 1–0       | Uruguai        | 0    | Amistoso                           |
| 22. | 20 de novembro de 2018 | Stadium MK, Milton Keynes, Inglaterra                  | 1–0       | Camarões       | 0    | Amistoso                           |
| 23. | 26 de março de 2019    | Eden Arena, Praga, República Checa                     | 3–1       | Tchéquia       | 0    | Amistoso                           |
| 24. | 15 de novembro de 2019 | Estádio Internacional Rei Fahd, Riade, Arábia Saudita  | 0–1       | Argentina      | 0    | Amistoso                           |
| 25. | 19 de novembro de 2019 | Estádio Mohammed Bin Zayed, Abu Dhabi                  | 3–0       | Coreia do Sul  | 1    | Amistoso                           |
| 26. | 9 de outubro de 2020   | Neo Química Arena, São Paulo                           | 5–0       | Bolívia        | 0    | Elim. da Copa do Mundo de 2022     |
| 27. | 13 de outubro de 2020  | Estádio Nacional do Peru, Lima                         | 4–2       | Peru           | 0    | Elim. da Copa do Mundo de 2022     |
| 28. | 13 de novembro de 2020 | Estádio do Morumbi, São Paulo                          | 1–0       | Venezuela      | 0    | Elim. da Copa do Mundo de 2022     |
| 29. | 17 de novembro de 2020 | Estádio Centenario, Montevidéu                         | 2–0       | Uruguai        | 0    | Elim. da Copa do Mundo de 2022     |
| 30. | 4 de junho de 2021     | Estádio Beira-Rio, Porto Alegre                        | 2–0       | Equador        | 0    | Elim. da Copa do Mundo de 2022     |
| 31. | 8 de junho de 2021     | Estádio Defensores del Chaco, Assunção                 | 2–0       | Paraguai       | 0    | Elim. da Copa do Mundo de 2022     |
| 32. | 13 de junho de 2021    | Estádio Mané Garrincha, Brasília                       | 3–0       | Venezuela      | 0    | Copa América de 2021               |
| 33. | 17 de junho de 2021    | Estádio Olímpico Nilton Santos, Rio de Janeiro         | 4–0       | Peru           | 0    | Copa América de 2021               |
| 34. | 23 de junho de 2021    | Estádio Olímpico Nilton Santos, Rio de Janeiro         | 2–1       | Colômbia       | 0    | Copa América de 2021               |
| 35. | 27 de junho de 2021    | Estádio Olímpico, Goiânia                              | 1–1       | Equador        | 0    | Copa América de 2021               |
| 36. | 2 de julho de 2021     | Estádio Olímpico Nilton Santos, Rio de Janeiro         | 1–0       | Chile          | 0    | Copa América de 2021               |
| 37. | 5 de julho de 2021     | Estádio Olímpico Nilton Santos, Rio de Janeiro         | 1–0       | Peru           | 0    | Copa América de 2021               |
| 38. | 10 de julho de 2021    | Maracanã, Rio de Janeiro                               | 0–1       | Argentina      | 0    | Copa América de 2021               |
| 39. | 2 de setembro de 2021  | Estádio Monumental David Arellano, Santiago            | 1–0       | Chile          | 0    | Elim. da Copa do Mundo de 2022     |
| 40. | 9 de setembro de 2021  | Arena de Pernambuco, São Lourenço da Mata              | 2–0       | Peru           | 0    | Elim. da Copa do Mundo de 2022     |
| 41. | 7 de outubro de 2021   | Estádio Olímpico de Caracas, Caracas                   | 3–1       | Venezuela      | 0    | Elim. da Copa do Mundo de 2022     |
| 42. | 10 de outubro de 2021  | Estádio Metropolitano Roberto Meléndez, Barranquilla   | 0–0       | Colômbia       | 0    | Elim. da Copa do Mundo de 2022     |
| 43. | 11 de novembro de 2021 | Neo Química Arena, São Paulo                           | 1–0       | Colômbia       | 0    | Elim. da Copa do Mundo de 2022     |

## Estatísticas

### Clubes
Abaixo estão listados todos os jogos, gols e assistências do futebolista por clubes.
| Clube             | Temporada         | Campeonato nacional | Campeonato nacional | Campeonato nacional | Copa nacional[a] | Copa nacional[a] | Copa nacional[a] | Competições continentais[b] | Competições continentais[b] | Competições continentais[b] | Outros torneios[c] | Outros torneios[c] | Outros torneios[c] | Total | Total | Total   |
| Clube             | Temporada         | Jogos               | Gols                | Assist.             | Jogos            | Gols             | Assist.          | Jogos                       | Gols                        | Assist.                     | Jogos              | Gols               | Assist.            | Jogos | Gols  | Assist. |
| ----------------- | ----------------- | ------------------- | ------------------- | ------------------- | ---------------- | ---------------- | ---------------- | --------------------------- | --------------------------- | --------------------------- | ------------------ | ------------------ | ------------------ | ----- | ----- | ------- |
| América Mineiro   | 2009              | 8                   | 0                   | 0                   | —                | —                | —                | —                           | —                           | —                           | 18                 | 2                  | 0                  | 26    | 2     | 0       |
| América Mineiro   | 2010              | 7                   | 0                   | 0                   | —                | —                | —                | —                           | —                           | —                           | 12                 | 2                  | 0                  | 19    | 2     | 0       |
| América Mineiro   | Total             | 15                  | 0                   | 0                   | —                | —                | —                | —                           | —                           | —                           | 30                 | 4                  | 0                  | 45    | 4     | 0       |
| Santos            | 2010              | 26                  | 4                   | 2                   | —                | —                | —                | —                           | —                           | —                           | —                  | —                  | —                  | 26    | 4     | 2       |
| Santos            | 2011              | 23                  | 1                   | 2                   | —                | —                | —                | 14                          | 4                           | 0                           | 15                 | 1                  | 0                  | 52    | 6     | 2       |
| Santos            | Total             | 49                  | 5                   | 4                   | —                | —                | —                | 14                          | 4                           | 0                           | 15                 | 1                  | 0                  | 78    | 10    | 4       |
| Porto             | 2011–12           | 6                   | 0                   | 0                   | 1                | 0                | 0                | 1                           | 0                           | 0                           | —                  | —                  | —                  | 8     | 0     | 0       |
| Porto             | 2012–13           | 28                  | 2                   | 5                   | 8                | 1                | 1                | 7                           | 0                           | 1                           | —                  | —                  | —                  | 43    | 3     | 7       |
| Porto             | 2013–14           | 28                  | 3                   | 3                   | 9                | 0                | 0                | 12                          | 0                           | 2                           | —                  | —                  | —                  | 49    | 3     | 5       |
| Porto             | 2014–15           | 29                  | 6                   | 0                   | 2                | 0                | 0                | 10                          | 1                           | 1                           | —                  | —                  | —                  | 41    | 7     | 1       |
| Porto             | Total             | 91                  | 11                  | 8                   | 20               | 1                | 1                | 30                          | 1                           | 4                           | —                  | —                  | —                  | 141   | 13    | 13      |
| Real Madrid       | 2015–16           | 24                  | 2                   | 5                   | —                | —                | —                | 7                           | 0                           | 1                           | —                  | —                  | —                  | 31    | 2     | 6       |
| Real Madrid       | 2016–17           | 17                  | 1                   | 2                   | 5                | 0                | 0                | 3                           | 0                           | 1                           | —                  | —                  | —                  | 25    | 1     | 3       |
| Real Madrid       | Total             | 41                  | 3                   | 7                   | 5                | 0                | 0                | 10                          | 0                           | 2                           | —                  | —                  | —                  | 56    | 3     | 9       |
| Manchester City   | 2017–18           | 23                  | 3                   | 2                   | 9                | 0                | 1                | 6                           | 0                           | 0                           | —                  | —                  | —                  | 38    | 3     | 3       |
| Manchester City   | 2018–19           | 11                  | 1                   | 0                   | 9                | 0                | 1                | 2                           | 0                           | 0                           | —                  | —                  | —                  | 22    | 1     | 1       |
| Manchester City   | Total             | 33                  | 4                   | 2                   | 18               | 0                | 2                | 8                           | 0                           | 0                           | —                  | —                  | —                  | 60    | 4     | 4       |
| Juventus          | 2019–20           | 22                  | 2                   | 0                   | 4                | 0                | 0                | 6                           | 0                           | 0                           | —                  | —                  | —                  | 32    | 2     | 0       |
| Juventus          | 2020–21           | 34                  | 1                   | 4                   | 4                | 0                | 0                | 7                           | 0                           | 0                           | 1                  | 0                  | 0                  | 46    | 1     | 4       |
| Juventus          | 2021–22           | 22                  | 1                   | 1                   | 4                | 1                | 0                | 5                           | 0                           | 1                           | —                  | —                  | —                  | 31    | 2     | 2       |
| Juventus          | 2022–23           | 37                  | 3                   | 3                   | 4                | 0                | 0                | 13                          | 0                           | 0                           | —                  | —                  | —                  | 54    | 3     | 3       |
| Juventus          | 2023–24           | 21                  | 1                   | 1                   | 2                | 0                | 2                | 0                           | 0                           | 0                           | —                  | —                  | —                  | 23    | 1     | 3       |
| Juventus          | Total             | 136                 | 8                   | 9                   | 18               | 1                | 2                | 31                          | 0                           | 1                           | 1                  | 0                  | 0                  | 186   | 9     | 12      |
| Total na carreira | Total na carreira | 365                 | 31                  | 30                  | 61               | 2                | 5                | 94                          | 5                           | 7                           | 46                 | 5                  | 0                  | 565   | 43    | 42      |

- a. ^ Jogos da Taça da Liga, Taça de Portugal, Copa del Rey, Copa da Inglaterra, Copa da Liga Inglesa e Copa da Itália
- b. ^ Jogos da Copa Libertadores, Liga Europa e Liga dos Campeões da UEFA
- c. ^ Jogos do Campeonato Mineiro, Campeonato Paulista, Mundial de Clubes e Supercopa da Itália

### Seleção Brasileira
Abaixo estão listados todos os jogos, gols e assistências do futebolista pela Seleção Brasileira, desde as categorias de base.
Seleção Principal
| Ano               | Copa do Mundo | Copa do Mundo | Copa do Mundo | Copa América | Copa América | Copa América | Qualificação Mundial | Qualificação Mundial | Qualificação Mundial | Amistosos | Amistosos | Amistosos | Total | Total | Total   |
| Ano               | Jogos         | Gols          | Assist.       | Jogos        | Gols         | Assist.      | Jogos                | Gols                 | Assist.              | Jogos     | Gols      | Assist.   | Jogos | Gols  | Assist. |
| ----------------- | ------------- | ------------- | ------------- | ------------ | ------------ | ------------ | -------------------- | -------------------- | -------------------- | --------- | --------- | --------- | ----- | ----- | ------- |
| 2011              | —             | —             | —             | —            | —            | —            | —                    | —                    | —                    | 2         | 0         | 1         | 2     | 0     | 1       |
| 2012              | —             | —             | —             | —            | —            | —            | —                    | —                    | —                    | 4         | 0         | 0         | 4     | 0     | 0       |
| 2014              | —             | —             | —             | —            | —            | —            | —                    | —                    | —                    | 5         | 0         | 0         | 5     | 0     | 0       |
| 2015              | —             | —             | —             | —            | —            | —            | —                    | —                    | —                    | 4         | 0         | 1         | 4     | 0     | 1       |
| 2017              | —             | —             | —             | —            | —            | —            | —                    | —                    | —                    | 1         | 0         | 1         | 1     | 0     | 1       |
| 2018              | 1             | 0             | 0             | —            | —            | —            | —                    | —                    | —                    | 5         | 0         | 1         | 6     | 0     | 1       |
| 2019              | —             | —             | —             | —            | —            | —            | —                    | —                    | —                    | 3         | 1         | 0         | 3     | 1     | 0       |
| 2020              | —             | —             | —             | —            | —            | —            | 4                    | 0                    | 1                    | —         | —         | —         | 4     | 0     | 1       |
| 2021              | —             | —             | —             | 7            | 0            | 1            | 8                    | 0                    | 0                    | —         | —         | —         | 15    | 0     | 1       |
| 2022              | 3             | 0             | 0             | —            | —            | —            | 1                    | 0                    | 0                    | 1         | 0         | 0         | 5     | 0     | 0       |
| 2023              | —             | —             | —             | —            | —            | —            | 3                    | 0                    | 0                    | 2         | 0         | 0         | 5     | 0     | 0       |
| 2024              | —             | —             | —             | —            | —            | —            | 0                    | 0                    | 0                    | 2         | 0         | 0         | 2     | 0     | 0       |
| Total na carreira | 4             | 0             | 0             | 7            | 0            | 1            | 16                   | 0                    | 1                    | 29        | 1         | 4         | 56    | 1     | 6       |

Seleção Sub–23
| Ano               | Jogos Olímpicos | Jogos Olímpicos | Jogos Olímpicos |
| Ano               | Jogos           | Gols            | Assist.         |
| ----------------- | --------------- | --------------- | --------------- |
| 2012              | 4               | 1               | 0               |
| Total na carreira | 4               | 1               | 0               |

Seleção Sub–20
| Ano               | Campeonato Mundial | Campeonato Mundial | Campeonato Mundial | Campeonato Sul–Americano | Campeonato Sul–Americano | Campeonato Sul–Americano | Total | Total | Total   |
| Ano               | Jogos              | Gols               | Assist.            | Jogos                    | Gols                     | Assist.                  | Jogos | Gols  | Assist. |
| ----------------- | ------------------ | ------------------ | ------------------ | ------------------------ | ------------------------ | ------------------------ | ----- | ----- | ------- |
| 2011              | 7                  | 1                  | 2                  | 8                        | 1                        | 0                        | 15    | 1     | 2       |
| Total na carreira | 7                  | 1                  | 2                  | 8                        | 1                        | 0                        | 15    | 1     | 2       |

## Títulos
América Mineiro
- Campeonato Brasileiro - Série C: 2009

Santos
- Campeonato Paulista: 2011
- Copa Libertadores da América: 2011 [116]

Porto
- Campeonato Português: 2011–12 e 2012–13

Real Madrid
- Liga dos Campeões da UEFA: 2015–16 e 2016–17
- Supercopa da UEFA: 2016
- Copa do Mundo de Clubes da FIFA: 2016
- Campeonato Espanhol: 2016–17

Manchester City
- Campeonato Inglês: 2017–18 e 2018–19
- Copa da Liga Inglesa: 2017–18 e 2018–19
- Copa da Inglaterra: 2018–19

Juventus
- Campeonato Italiano: 2019–20[117]
- Supercopa Italiana: 2020[118]
- Copa da Itália: 2020–21 e 2023–24

Flamengo
- Supercopa do Brasil: 2025
- Taça Guanabara: 2025
- Campeonato Carioca: 2025

Seleção Brasileira
- Superclássico das Américas: 2011 e 2014
- Sul-Americano Sub-20: 2011
- Copa do Mundo Sub-20: 2011
- Medalha de Prata nos Jogos Olímpicos de Londres 2012

### Prêmios Individuais
América Mineiro
- Revelação do Campeonato Mineiro: 2010